# St. Andreas (Niederhummel)

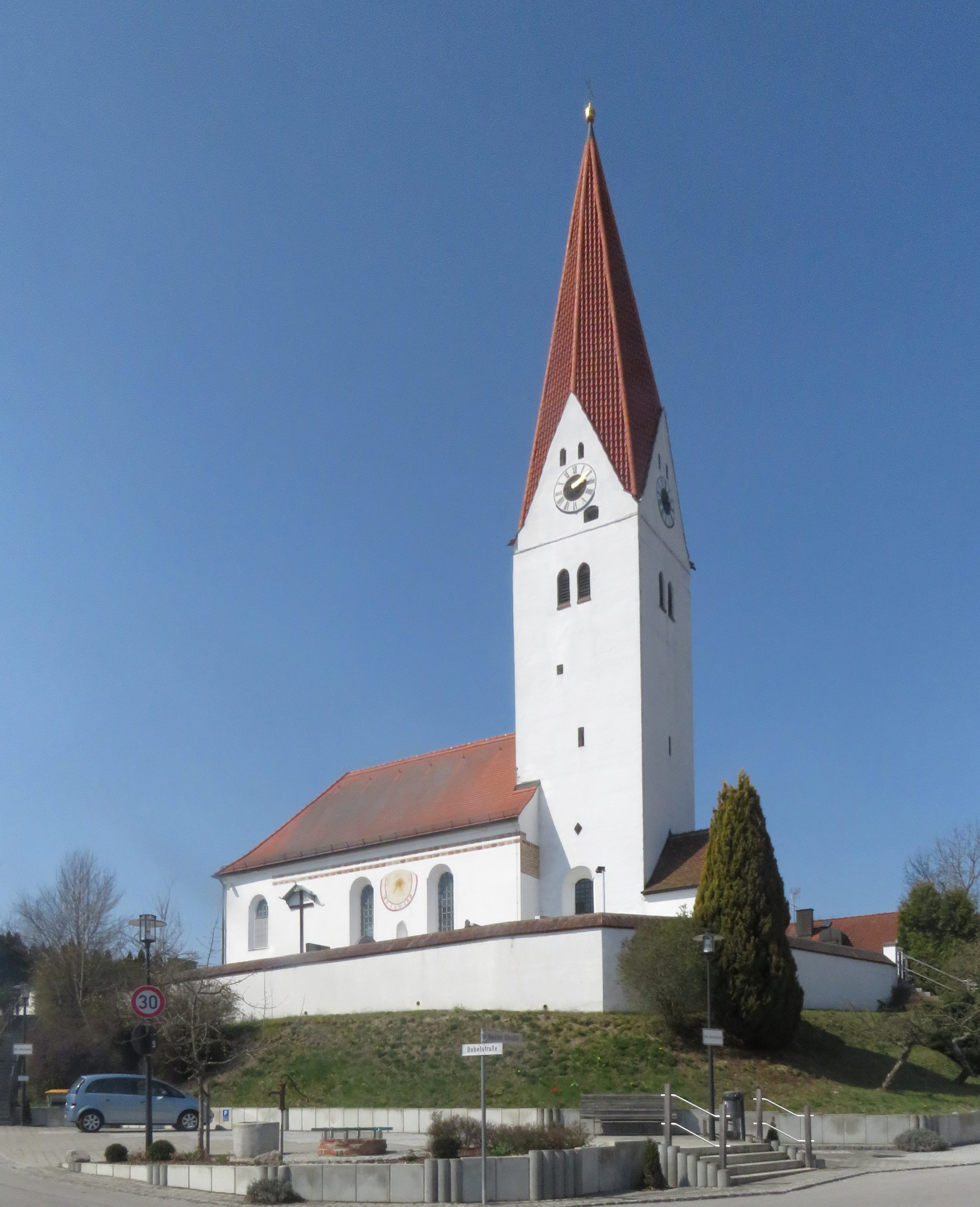
St. Andreas in Niederhummel

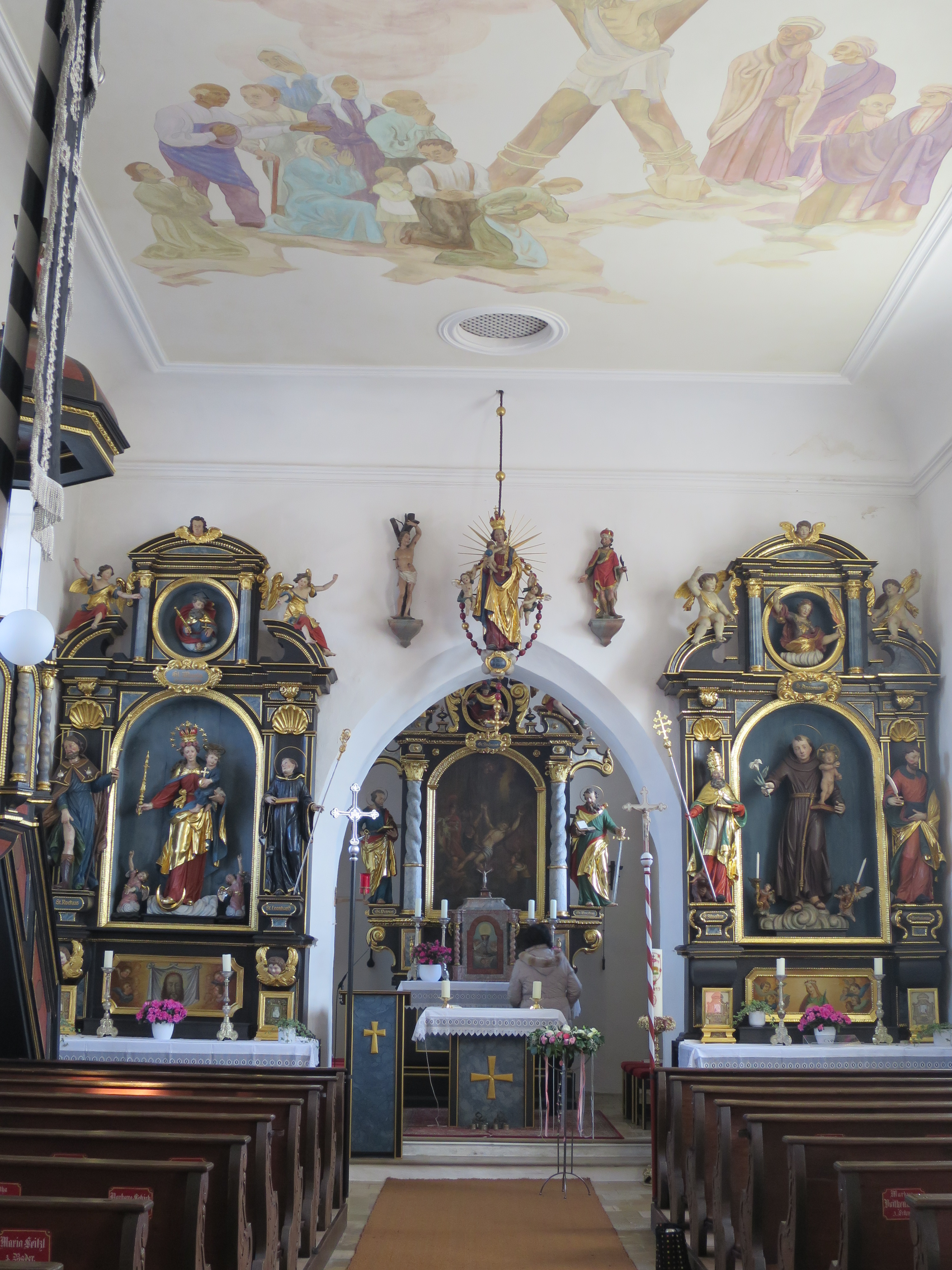
Innenraum

Die römisch-katholische Filialkirche St. Andreas steht in Niederhummel, einem Gemeindeteil von Langenbach im oberbayerischen Landkreis Freising. Sie ist in der Liste der Baudenkmäler in Langenbach (Oberbayern) als Baudenkmal unter der Nr. D-1-78-138-8 eingetragen. Die Kirche gehört zum Dekanat Freising im Erzbistum München und Freising.

## Beschreibung
Die romanische Saalkirche wurde im 13. Jahrhundert erbaut. Sie besteht aus dem 1688 nach Westen verlängerten Langhaus und dem Chorturm im Osten. In seinem obersten Geschoss steht der Glockenstuhl. Über den Giebeln mit den Zifferblätter der Turmuhr erhebt sich ein spitzer Helm. Die Sakristei wurde im Osten des im Erdgeschoss des Chorturms befindlichen Chors angebaut. 
Der Innenraum des Langhauses ist mit einer Flachdecke überspannt, der des Chors mit einem Kreuzgratgewölbe. Der Hochaltar wird von den Skulpturen des Simon Petrus und des Paulus von Tarsus flankiert. Auf dem Altarretabel ist das Martyrium des Apostels Andreas dargestellt. Im Altarauszug ist Florian von Lorch zu sehen.